# Taguchi Ukichi
Taguchi Ukichi est un nom japonais traditionnel ; le nom de famille (ou le nom d'école) précède donc le prénom (ou le nom d'artiste).
Taguchi Ukichi (田口 卯吉) est un universitaire japonais né le 12 juin 1855 et mort le 13 avril 1905, spécialisé dans l'étude de l'Histoire. Il est par ailleurs un élu de la Chambre des représentants en 1894.
Son œuvre la plus connue, Courte histoire du Japon (日本開化小史, Nippon kaika shōshi), est publiée en 1877, et est influencée par le mouvement Bunmei-kaika.